# 吳賽嶼青人
吳賽嶼青人，又稱吳賽嶼怪物，是台灣民間傳說中生活於神秘島嶼：吳賽嶼上的吃人怪物。

## 外表與習性
吳賽嶼青人雖然有著人類的外型，但身形相當粗壯、就像熊一樣，全身青黑色的，連血也是青紫色。
他們沒有穿衣物的習慣，會招手引誘人們走進洞穴中並用巨石把洞穴關起來，僅留一個小縫隙，當有人想從其中出來的時候就將他吃掉。

## 傳說
據說在劉銘傳當台灣巡撫時，南部有商船因遇上颱風而漂流到吳賽嶼，船上的人在島上遇到青人，並且被他引誘進山洞中關起來，吃了一個想逃出去的人，大家為了逃命而合力推動堵住洞口的巨石，將它推向吃飽後正在睡覺的青人將其壓死，一行人在逃回船上的途中又被另一個青人追趕，在他們打算出航時還抓住左舷想要上船，但被一個水手用斧頭砍斷一根手指而逃走。
後續
這個消息傳到滬尾後，有個劉姓的艋舺人跟劉銘傳報告這件事，當時正值劉銘傳大力開山撫番的時期，他隨即命令劉姓人士帶兵前往開拓吳賽嶼，但最後只到達一個景色類似、但沒看到任何怪物的荒島，且因當地瘴氣過重，認為有不少毒蛇猛獸而放棄開拓離開，後來再也沒有人前往吳賽嶼過。

## 現代研究
據說因為吳賽嶼的傳說，當時台灣流傳著以「吳賽嶼青人」來罵人不通事理就像未經教化的原人的習慣，台語裡至今也有以「青番（tshenn-huan）」罵人我行我素、無法溝通的方法，因此吳賽嶼青人也有可能是醜化或妖魔化台灣原住民的形象並因此延伸出來的故事。